# Bon-Arthur-Gabriel Mollien
Pour les articles homonymes, voir Mollien.
Bon-Arthur-Gabriel Mollien (12 octobre 1834, Chaulnes - 28 mai 1904), est un prélat français, évêque de Chartres.

## Biographie
Ordonné prêtre le 19 décembre 1857, il est évêque de Chartres de 1896 à 1904.

## Distinction
- Chevalier de la Légion d'honneur (31 décembre 1897)[1]